# 어둠의 힘

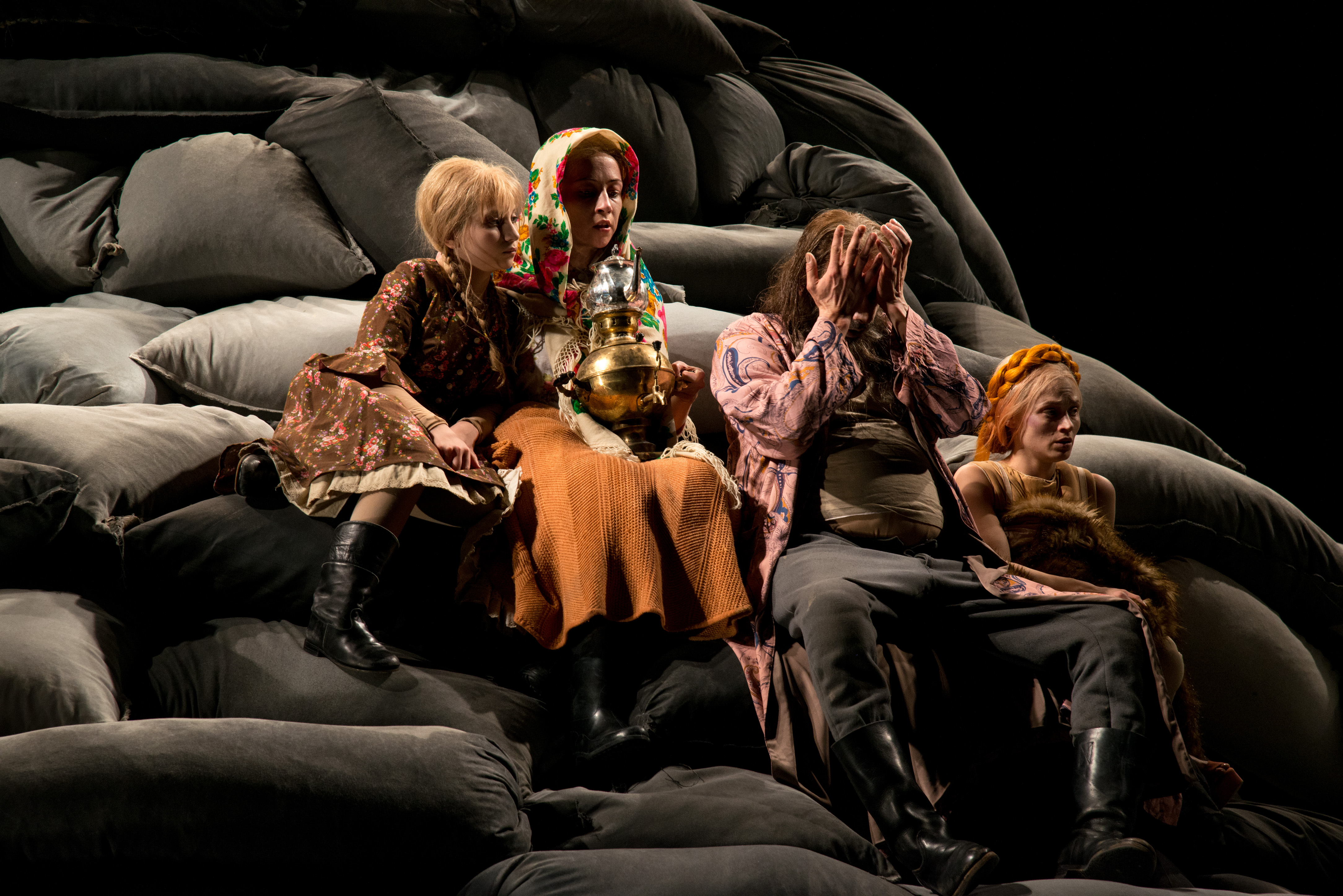
2015년 비엔나

어둠의 힘(러시아어: Власть тьмы)은 레프 톨스토이가 쓴 5부작 드라마 희곡 작품이다. 1806년 쓰였으나 주로 콘스탄틴 포베도노스체프의 영향으로 인해 이 희곡 제작이 1902년 러시아에서 금지되었다. 이러한 금지에도 불구하고 이 희곡은 비공식적으로 제작되어 여러 번 읽혔다.
중심 인물은 농민 니키타이다.